# Still Got the Blues (For You)
Still Got the Blues (For You) is een nummer van de Noord-Ierse zanger en gitarist Gary Moore. Het is het vierde nummer op het album Still Got the Blues uit 1990. Op 30 april van dat jaar werd het nummer uitgebracht als de tweede single van het album en werd een hit in de Verenigde Staten en een deel van Europa. 
In de Verenigde Staten bereikte de plaat een bescheiden 97e positie in de Billboard Hot 100. Dit was overigens ook de enige plaat waarmee Moore een notering in de Amerikaanse hitlijst behaalde. In het Verenigd Koninkrijk werd de 31e positie bereikt in de UK Singles Chart en in Ierland de 28e.
In Nederland was de plaat op vrijdag 18 mei 1990 Veronica Alarmschijf op Radio 3 en werd een grote hit. De plaat bereikte de 2e positie in  zowel de Nederlandse Top 40 als de Nationale Top 100, waarbij de plaat in destijds beide hitlijsten op Radio 3 enkel van de eerste positie werd gehouden door "What's a Woman" van Vaya Con Dios. 
In België bereikte de plaat de nummer 1-positie in zowel de Vlaamse Ultratop 50 als de Vlaamse Radio 2 Top 30.
In 2008 werd bekend dat Moore verplicht een schadevergoeding moest betalen aan Jürgen Winter, zanger van de Duitse progressieve rockband Jud's Gallery. De Duitse rechtbank besliste dat de gitaarsolo op "Still Got the Blues (For You)" was overgenomen van het instrumentale nummer "Nordrach" van de band. Moore ontkende dat hij dit nummer kende, aangezien het niet officieel beschikbaar was ten tijde van de opname van zijn album. De rechter bepaalde echter dat Moore het nummer gehoord zou kunnen hebben op de radio of tijdens een optreden.
In 2013 coverde Eric Clapton het nummer op zijn album Old Sock als eerbetoon aan de in 2011 overleden Moore.

## Hitnoteringen

### Nederlandse Top 40
| Hitnotering: 26-05-1990 t/m 04-08-1990 | Hitnotering: 26-05-1990 t/m 04-08-1990 | Hitnotering: 26-05-1990 t/m 04-08-1990 | Hitnotering: 26-05-1990 t/m 04-08-1990 | Hitnotering: 26-05-1990 t/m 04-08-1990 | Hitnotering: 26-05-1990 t/m 04-08-1990 | Hitnotering: 26-05-1990 t/m 04-08-1990 | Hitnotering: 26-05-1990 t/m 04-08-1990 | Hitnotering: 26-05-1990 t/m 04-08-1990 | Hitnotering: 26-05-1990 t/m 04-08-1990 | Hitnotering: 26-05-1990 t/m 04-08-1990 | Hitnotering: 26-05-1990 t/m 04-08-1990 | Hitnotering: 26-05-1990 t/m 04-08-1990 |
| Week                                   | 1                                      | 2                                      | 3                                      | 4                                      | 5                                      | 6                                      | 7                                      | 8                                      | 9                                      | 10                                     | 11                                     |                                        |
| -------------------------------------- | -------------------------------------- | -------------------------------------- | -------------------------------------- | -------------------------------------- | -------------------------------------- | -------------------------------------- | -------------------------------------- | -------------------------------------- | -------------------------------------- | -------------------------------------- | -------------------------------------- | -------------------------------------- |
| Nummer                                 | 24                                     | 10                                     | 6                                      | 3                                      | 2                                      | 2                                      | 4                                      | 6                                      | 15                                     | 23                                     | 37                                     | uit                                    |

### Nationale Top 100 / Mega Top 50
| Hitnotering week 1 t/m 14: 26-05-1990 t/m 25-08-1990 Hitnotering week 15: 12-02-2011 | Hitnotering week 1 t/m 14: 26-05-1990 t/m 25-08-1990 Hitnotering week 15: 12-02-2011 | Hitnotering week 1 t/m 14: 26-05-1990 t/m 25-08-1990 Hitnotering week 15: 12-02-2011 | Hitnotering week 1 t/m 14: 26-05-1990 t/m 25-08-1990 Hitnotering week 15: 12-02-2011 | Hitnotering week 1 t/m 14: 26-05-1990 t/m 25-08-1990 Hitnotering week 15: 12-02-2011 | Hitnotering week 1 t/m 14: 26-05-1990 t/m 25-08-1990 Hitnotering week 15: 12-02-2011 | Hitnotering week 1 t/m 14: 26-05-1990 t/m 25-08-1990 Hitnotering week 15: 12-02-2011 | Hitnotering week 1 t/m 14: 26-05-1990 t/m 25-08-1990 Hitnotering week 15: 12-02-2011 | Hitnotering week 1 t/m 14: 26-05-1990 t/m 25-08-1990 Hitnotering week 15: 12-02-2011 | Hitnotering week 1 t/m 14: 26-05-1990 t/m 25-08-1990 Hitnotering week 15: 12-02-2011 | Hitnotering week 1 t/m 14: 26-05-1990 t/m 25-08-1990 Hitnotering week 15: 12-02-2011 | Hitnotering week 1 t/m 14: 26-05-1990 t/m 25-08-1990 Hitnotering week 15: 12-02-2011 | Hitnotering week 1 t/m 14: 26-05-1990 t/m 25-08-1990 Hitnotering week 15: 12-02-2011 | Hitnotering week 1 t/m 14: 26-05-1990 t/m 25-08-1990 Hitnotering week 15: 12-02-2011 | Hitnotering week 1 t/m 14: 26-05-1990 t/m 25-08-1990 Hitnotering week 15: 12-02-2011 | Hitnotering week 1 t/m 14: 26-05-1990 t/m 25-08-1990 Hitnotering week 15: 12-02-2011 | Hitnotering week 1 t/m 14: 26-05-1990 t/m 25-08-1990 Hitnotering week 15: 12-02-2011 | Hitnotering week 1 t/m 14: 26-05-1990 t/m 25-08-1990 Hitnotering week 15: 12-02-2011 |
| Week:                                                                                | 1                                                                                    | 2                                                                                    | 3                                                                                    | 4                                                                                    | 5                                                                                    | 6                                                                                    | 7                                                                                    | 8                                                                                    | 9                                                                                    | 10                                                                                   | 11                                                                                   | 12                                                                                   | 13                                                                                   | 14                                                                                   |                                                                                      | 15                                                                                   |                                                                                      |
| ------------------------------------------------------------------------------------ | ------------------------------------------------------------------------------------ | ------------------------------------------------------------------------------------ | ------------------------------------------------------------------------------------ | ------------------------------------------------------------------------------------ | ------------------------------------------------------------------------------------ | ------------------------------------------------------------------------------------ | ------------------------------------------------------------------------------------ | ------------------------------------------------------------------------------------ | ------------------------------------------------------------------------------------ | ------------------------------------------------------------------------------------ | ------------------------------------------------------------------------------------ | ------------------------------------------------------------------------------------ | ------------------------------------------------------------------------------------ | ------------------------------------------------------------------------------------ | ------------------------------------------------------------------------------------ | ------------------------------------------------------------------------------------ | ------------------------------------------------------------------------------------ |
| Positie:                                                                             | 44                                                                                   | 23                                                                                   | 11                                                                                   | 5                                                                                    | 2                                                                                    | 2                                                                                    | 2                                                                                    | 4                                                                                    | 9                                                                                    | 14                                                                                   | 22                                                                                   | 35                                                                                   | 51                                                                                   | 85                                                                                   | uit                                                                                  | 45                                                                                   | uit                                                                                  |

### NPO Radio 2 Top 2000
| Nummer met noteringen in de NPO Radio 2 Top 2000 | '99 | '00 | '01 | '02 | '03 | '04 | '05 | '06 | '07 | '08 | '09 | '10 | '11 | '12 | '13 | '14 | '15 | '16 | '17 | '18 | '19 | '20 | '21 | '22 | '23 | '24 |
| ------------------------------------------------ | --- | --- | --- | --- | --- | --- | --- | --- | --- | --- | --- | --- | --- | --- | --- | --- | --- | --- | --- | --- | --- | --- | --- | --- | --- | --- |
| Still Got the Blues (For You)                    | 364 | 428 | 324 | 265 | 224 | 191 | 190 | 173 | 185 | 180 | 223 | 233 | 164 | 184 | 190 | 123 | 163 | 199 | 148 | 223 | 257 | 243 | 246 | 255 | 291 | 326 |

1. ↑  Een vetgedrukt getal geeft de hoogste notering aan.

### Evergreen Top 1000
| Evergreen Top 1000 | Evergreen Top 1000 | Evergreen Top 1000 | Evergreen Top 1000 | Evergreen Top 1000 | Evergreen Top 1000 | Evergreen Top 1000 | Evergreen Top 1000 | Evergreen Top 1000 | Evergreen Top 1000 | Evergreen Top 1000 | Evergreen Top 1000 | Evergreen Top 1000 | Evergreen Top 1000 | Evergreen Top 1000 | Evergreen Top 1000 | Evergreen Top 1000 |
| Jaar               | 2008               | 2009               | 2010               | 2011               | 2012               | 2013               | 2014               | 2015               | 2016               | 2017               | 2018               | 2019               | 2020               | 2021               | 2022               | 2023               |
| ------------------ | ------------------ | ------------------ | ------------------ | ------------------ | ------------------ | ------------------ | ------------------ | ------------------ | ------------------ | ------------------ | ------------------ | ------------------ | ------------------ | ------------------ | ------------------ | ------------------ |
| Positie            | -                  | -                  | -                  | -                  | -                  | -                  | -                  | -                  | 410                | 241                | 370                | 204                | 221                | 218                | 247                | 240                |